# Stig Kreutzfeldt
Stig Kreutzfeldt (26. februar 1950 i Birkerød) er en dansk sanger, sangskriver, guitarist og pladeproducer.
Kreutzfeldt har blandt andet medvirket i grupperne The Lollipops (1967–68) og Ache (1975–76). Dernæst arbejdede Kreutzfeldt for Freddy Hansson i Freddys nye pladestudie Sweet Silence Studios på Amager i en årrække som freelance tekniker og producer, hvor han var med til at opbygge studiet fra bunden.
I 1977 indledte han et succesfuldt samarbejde med bassisten og sangeren Jens Rugsted; deres duo Rugsted & Kreutzfeldt opnåede stor succes og udsendte fire lp-grammofonplader. Siden har Rugsted og Kreutzfeldt også virket som solister, og udgivet soloplader. Han har udgivet tre albums, hvoraf det første, kaldet Stig Kreutzfeldt, udkom i 1983. Fire år senere kom Der er kun en. I 1999 udgav han albummet Aeternus i forbindelse med det nationale middelalderår, hvor museer og andre kulturinstitutioner fokuserede på middelalderen i Danmark. Albummet var inspireret af middelalderen og folkemusik, og der blev benyttet instrumenter man også havde i perioden. Aeternus fik 4/6 stjerner i musikmagasinet GAFFA.
Han har produceret flere sange på Lex & Klattens album af samme navn fra 1997. I 1999 skrev Kreutzfeldt musikken til velgørenhedssangen "Selv en dråbe", der skulle hjælpe ofre i Kosovo. Han producerede den ligeledes sammen med Kim Sagild, Peter Biker og Peter Mark. Mere end 50 forskellige kunstnere og bands medvirkede på sangen, der lå #1 på Tracklisten i otte uger.
I 2003 medvirkede han på soundtracket til TV 2s julekalender Jesus og Josefine med sangen "Så Blev Der Stille". Året efter sang han baggrundsvokal på EP'en Mr. Nice Guy, der blev udgivet til showet af samme navn med Anders og Peter Lund Madsen. Sangen "Avenuen" blev et kæmpe hit, og lå #1 på singlehitlisten i adskillige omgange, og tilbragte i alt 135 uger på listen.
Stig har også produceret plader for bl.a. Oscar Peterson, Cat Stevens, Ringo Starr samt et utal af danske kunstnere.

## Diskografi
- 1983 Stig Kreutzfeldt
- 1987 Der er kun en
- 1999 Aeternus